# Valerije Vrček
Valerije Vrček, hrvatski je kemičar, redoviti profesor i predstojnik Zavoda za organsku kemiju Farmaceutsko-biokemijskog fakulteta u Zagrebu. Područje znanstveno-istraživačkog zanimanja su reakcijski mehanizmi, računalna kemija, organometalna kemija i kemijski utjecaj lijekova na okoliš.

## Životopis
Diplomirao je 1992., magistrirao 1995. i doktorirao 1999. na zagrebačkom Farmaceutsko-biokemijskom fakultetu disertacijom Nedegenerirane ravnoteže pregrađivanja 2-cikloalkil-izopropilnih kationa pod mentorstvom prof. Olge Kronje. Tijekom sveučilišnog obrazovanja i znanstvenog naukovanja usavršava se na Ulmskom sveučilištu (kao stipendist Humboldtove zaklade), Yaleu i Institutu Max Planck. Članom je Hrvatskog kemijskog društva, Hrvatskog bioetičkog društva, Matice hrvatske, Kluba hrvatskih Humboldtovaca i inih udruženja. Bio je suradnikom na pripremi Opće i nacionalne enciklopedije za područje kemijskih znanosti. Piše redovitu kolumnu za Glas Koncila. Oženjen je i otac troje djece.

## Nagrade
- Priznanje Hrvatske akademije znanosti i kulture u dijaspori za studentski rad (1992.),
- Nagrada Društva sveučilišnih nastavnika za istraživački rad (1997.)
- Nagrada »Vladimir Prelog« Hrvatskog kemijskog društva i tvrtke »Pliva« za znanstveni doprinos u organskoj kemiji (2000.) i
- Nagrada  Ministarstva znanosti RH za izvrsnost u objavljivanju znanstvenog rada (2009.)

## Djela
Autorske knjige:
- GMO - između prisile i otpora, Pergamena: Zagreb, 2010.[6]
- Druga strana potrošačkog raja: u klopci između bolesti i zdravlja, Školska knjiga: Zagreb, 2010., 22011.

## Vanjske poveznice
- Bibliografija u CROSBI-ju
- Bibliografija  Arhivirana inačica izvorne stranice od 30. ožujka 2021. (Wayback Machine) na Hrčku
- Bibliografija na Researchgate-u
- Bibliografija i mentorstva u Digitalnom repozitoriju Sveučilišta u Zagrebu